# Johann Schicht

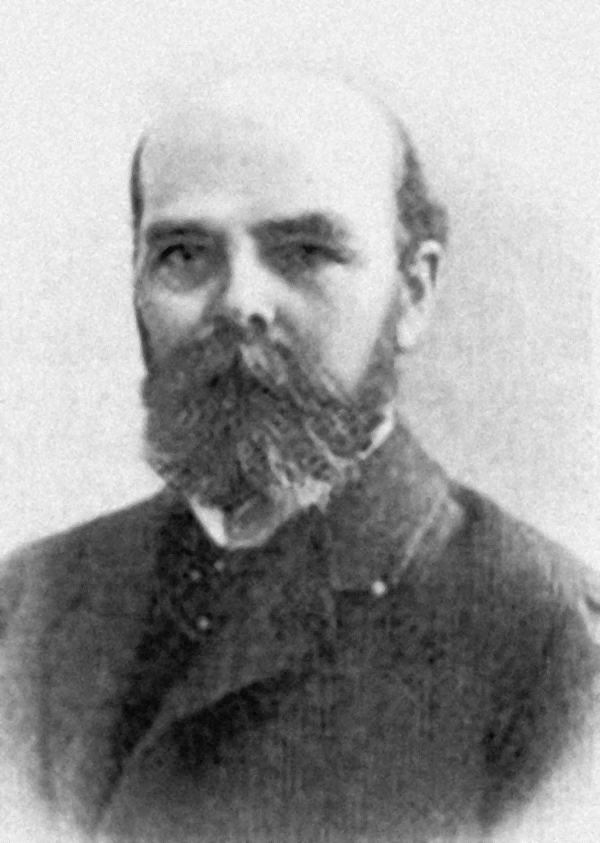
Johann Schicht

Johann Schicht (* 8. März 1855 in Ringelshain, Böhmen; † 3. Juni 1907 in Aussig, begraben in Schreckenstein) war ein deutsch-böhmischer Fabrikant und Großindustrieller. Unter seiner Leitung erreichte das von seinem Vater gegründete Unternehmen Georg Schicht eine dominierende Stellung innerhalb Europas.

## Leben

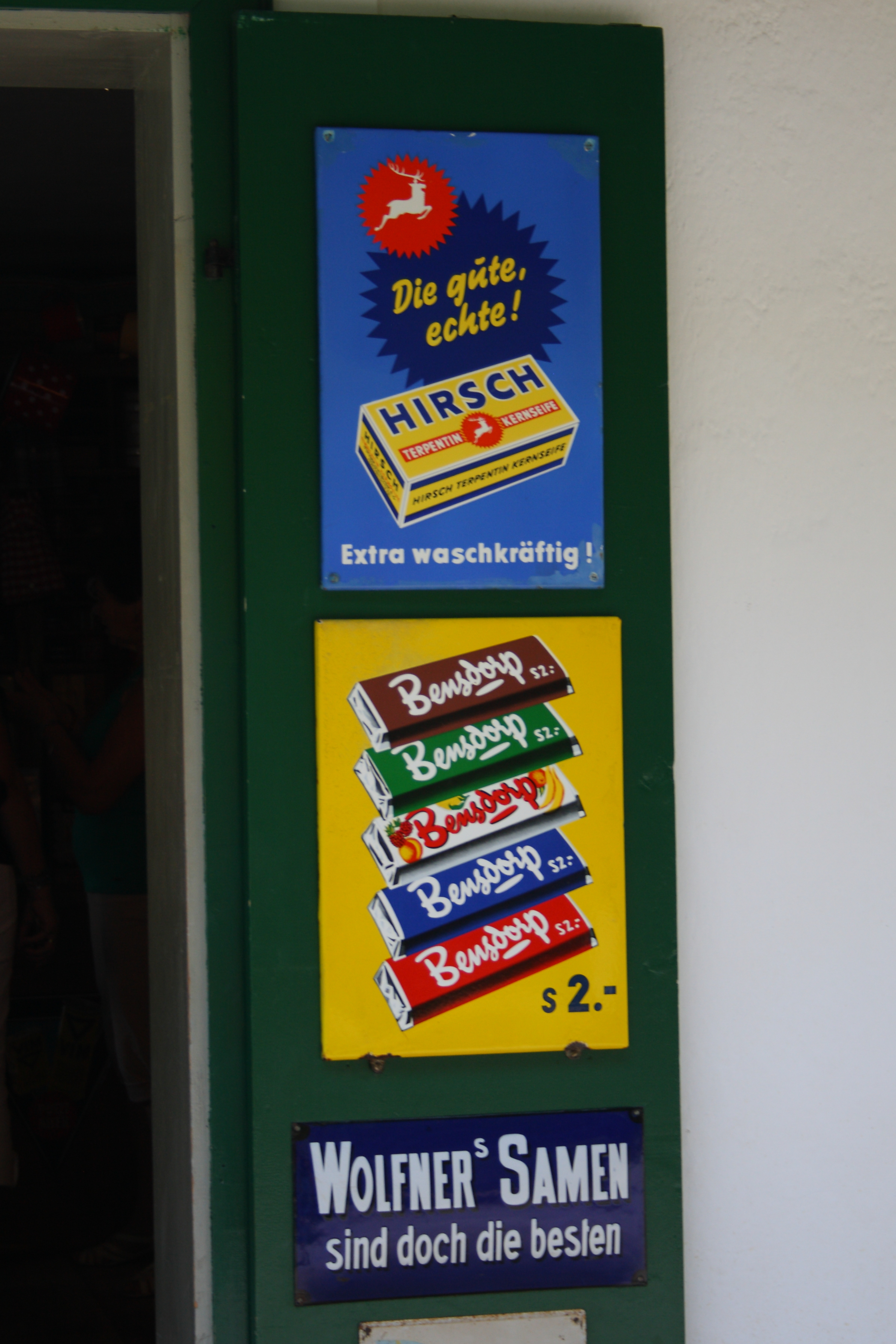
Alte Werbetafel im Österreichischen Freilichtmuseum Stübing

Johann Schichts Vater, Georg Schicht der Ältere, ein Bauer und Fleischhauer mit neun Kindern, begann im Jahr 1848 mit einer Seifenproduktion in seinem Haus in Ringelshain. Durch den beruflichen Erfolg war es ihm möglich, 1867 in einem neuen Gebäude eine Seifensiederei aufzubauen. Johann Schicht absolvierte nach dem Besuch der Schule ab 1868 eine kaufmännische Lehre in Reichenberg und arbeitete ab 1872 in Wien im Fettwarenhandlungshaus Leopold Bachmayr, das mit dem Unternehmen seines Vaters in Geschäftsverbindung stand. Bereits zu dieser Zeit plante er die Errichtung einer eigenen Seifensiederei in Aussig.
1878 übergab Schicht sen. das Unternehmen mit dem Namen Georg Schicht seinen Söhnen Josef (1851–1923), Franz (1853–1924) und Johann – Sohn Heinrich (1857–1929) wurde später aufgenommen. Ein weiterer Bruder war Georg Schicht d. J. (1849–1913), welcher sich in Wien mit einem eigenen Betrieb selbstständig machte.
Johann Schicht hatte bereits 1873 die Idee die Produktion nach Aussig zu verlegen, um Transportprobleme von Rohmaterial zu verringern. 1880 realisierte er seine Idee und baute zwischen den Aussiger Ortsteilen Kramoly und Novosedlice, in Střekov (Schreckenstein) eine Fabrik. Das Unternehmen florierte, war ab 1929 Teil von Unilever und trug bis 1951 den Namen Georg Schicht.
Johann Schicht war aktives Mitglied verschiedener Handels- und Kulturinstitutionen. 1898 wurde er für seine Mitwirkung an der österreichisch-ungarischen Industrie ausgezeichnet. Schicht kann verglichen werden mit anderen altösterreichischen Unternehmern wie Tomáš Baťa oder Emil von Škoda, indem er ein großes Firmenimperium aufbaute und dabei die sozialen Aspekte ebenso wie die moderne Technologie im Auge hatte.
Schicht wurde in einer Familiengruft auf dem Aussig / Schreckensteiner Friedhof beigesetzt.